# Recht op geschriften
Het recht op geschriften (ROG; Frans: droit d'écriture) is een Belgische federale belasting die wordt geheven op de akten van notarissen, de akten van gerechtsdeurwaarders en op bankgeschriften. Het recht op geschriften wordt geregeld in de artikelen 1 tot 27 van het Wetboek diverse rechten en taksen (WDRT).

## Omschrijving
Het recht op geschriften is een belasting op de akten van notarissen, de akten van gerechtsdeurwaarders en op bankgeschriften (art. 1, eerste lid WDRT). De belastingplichtige zijn de notarissen, de gerechtsdeurwaarders en de banken of beursvennootschappen, elk voor wat hun akten en geschriften betreft (art. 1, tweede lid WDRT).

### Tarieven

#### Akten van notarissen
De notariële akten worden onderworpen aan een recht van 50 euro (art. 2 WDRT). Voor bepaalde akten geldt echter een tarief van 100 euro. Het gaat enerzijds om de akten die aan hypothecaire overschrijving onderworpen zijn en de akten die de vestiging, de bevestiging of de erkenning van een bedongen hypotheek op een onroerend goed inhouden, en anderzijds om de akten verleden voor vennootschappen met rechtspersoonlijkheid (art. 3 WDRT).

#### Akten van gerechtsdeurwaarders
De door gerechtsdeurwaarders opgemaakte processen-verbaal van openbare verkoping van lichamelijke roerende voorwerpen wordt onderworpen aan een recht van 50 euro (art. 6 WDRT). Voor de processen-verbaal van openbare verkoping van lichamelijke roerende goederen die voortvloeien uit de gedwongen aflossing van schulden, geldt echter het tarief van 7,5 euro (art. 7 WDRT).

#### Bankgeschriften
Er geldt een recht op geschriften van 0,15 euro voor enkele vormen van bankgeschriften. Het gaat om (art. 8, eerste lid WDRT):
- de akten van geldlening of van kredietopening toegestaan door banken;
- de akten houdende schuldverbintenis of schuldbekentenis van geldsommen of pandgeving ten bate van banken;
- de al dan niet ondertekende ontvangstbewijzen of andere geschriften die banken of beursvennootschappen aan particulieren afleveren als bewijs van een afgifte of een neerlegging van effecten of stukken
- de ontvangstbewijzen van effecten of stukken die hun door particulieren worden afgeleverd;
- de al dan niet ondertekende afsluitingen en rekeninguittreksels opgemaakt door de banken en bestemd voor particulieren. Hiervan zijn echter uitgezonderd de opgaven van toestand die aan de rekeninghouder worden afgeleverd als een eenvoudige inlichting en zonder melding van interesten;
- de al dan niet ondertekende ontvangstbewijzen of getuigschriften tot vaststelling van het neerleggen van effecten om een vergadering van aandeel- of obligatiehouders te kunnen bijwonen, evenals de ontlastingen verstrekt bij het terugnemen van die effecten.

Als zulke akten of een geschriften in meerdere dubbels of originelen wordt opgemaakt, is het recht op elk exemplaar verschuldigd (art. 8, derde lid WDRT). Alle natuurlijke of rechtspersonen die gewoonlijk geld in deposito ontvangen, worden eveneens als een bank beschouwd (art. 8, tweede lid WDRT).

### Betaling
Het recht moet worden betaald bij het bevoegde kantoor. De betaling van het recht op geschriften kan niet worden uitgesteld onder voorwendsel dat de rechtshandeling waarvoor de akte tot titel strekt, zou afhangen van een schorsende voorwaarde, een goedkeuring, een machtiging of een bekrachtiging (art. 12 WDRT).

### Administratieve sancties
Telkens het recht op geschriften op akten van notarissen en gerechtsdeurwaarders niet wordt betaald, is er een boete verschuldigd die gelik is aan drie maal het ontdoken recht, met een minimum van 75 euro. De boete is verschuldigd door de notarissen en gerechtsdeurwaarders, voor wat betreft de door hen opgemaakte geschriften, en door elke opsteller en ondertekenaar, voor wat betreft de overige akten (art. 13 WDRT).
Telkens het recht op geschriften op bankgeschriften niet wordt betaald, is er een boete verschuldigd van 10 euro. De boete is verschuldigd door iedere opsteller of ondertekenaar van het bankgeschrift, alsook door de banken of beursvennootschappen die deze bankgeschriften aanvaarden (art. 14 WDRT).
Bovendien is een notaris een boete van 25 euro verschuldigd telkens hij zou aanvaarden om een akte of geschrift zou neerleggen onder zijn minuten waarvan het verplichte recht niet is voldaan. Hetzelfde geldt voor een ambtenaar die zulke akte of geschrift registreert (art. 15 WDRT).
Als de boetes verschuldigd zijn door meerdere personen, dan zijn zij daartoe hoofdelijk gehouden (art. 16 WDRT).

### Vrijstellingen
Diverse akten en geschriften worden vrijgesteld van het recht op geschriften. Het gaat om (art. 21 WDRT):
- de akten en geschriften opgemaakt of afgeleverd ter uitvoering van wetten, reglementen en transacties ten bate van de Staat, gemeenschappen, gewesten, provincies, gemeenten en openbare organismen betreffende belastingen, onteigeningen en ruilverkavelingen;
- de akten en geschriften betreffende de uitvoering van de gewestelijke wetboeken inzake ruimtelijke ordening, alsook hun uitvoeringsbesluiten;
- de akten en geschriften opgemaakt of afgeleverd voor de toepassing van de wet op het gebruik van de talen in gerechtszaken en de wet op het gebruik van de talen in bestuurszaken;
- de exploten van gerechtsdeurwaarders die worden opgesteld ter vervanging van een gerechtsbrief (art. 46, §3 Ger.W.);
- de akten en geschriften betreffende de Kruispuntbank van Ondernemingen;
- de ontvangstbewijzen afgeleverd om van de afgifte van spaar- of depositoboekjes aan of door de uitgevende instelling te doen blijken en de afsluitingen van rekeningen die in die boekjes worden geschreven;
- de ontvangstbewijzen uitgereikt of opgesteld om het afgeven of deponeren van effecten aan toonder met het oog op hun dematerialisering vast te stellen of om de boeking vast te stellen op de rekeningen (art. 1, 3° van de wet van 2 januari 1991 betreffende de markt van de effecten van de overheidsschuld en het monetaire beleidsinstrumentarium; art. 1, §1, derde lid van de wet van 22 juli 1991 betreffende de thesauriebewijzen en de depositobewijzen), evenals de afsluitingen en uittreksels van de rekeningen waarop die effecten zijn geboekt;
- de akten en geschriften betreffende de invordering van de door de Staat gedane voorschotten in uitvoering van de bepalingen van het Gerechtelijk Wetboek betreffende de gerechtelijke bijstand;
- de akten en geschriften betreffende de vrijwillige erkenning van een natuurlijk kind;
- akten en geschriften afgeleverd aan vreemde overheden of openbare besturen in uitvoering van internationale akkoorden;
- de akten en geschriften betreffende de tegemoetkomingen bedoeld in de wet van 21 februari 2003 tot oprichting van een Dienst voor alimentatievorderingen bij de FOD Financiën;
- de akten tot doorhaling van hypothecaire inschrijvingen (art. 103 W.Reg.);
- de verklaring van verwerping van een nalatenschap (art. 4.44, eerste lid BW), onder de voorwaarden bepaald in art. 4.44, derde lid BW;
- de authentieke volmacht tot het verlijden van een notariële akte op afstand (art. 9, §3 van de wet van 25 ventôse jaar XI op het notarisambt);
- de akten van erfopvolging (art. 3.30, § 1, 7° BW), op voorwaarde dat de instrumenterende ambtenaar voor het opstellen van de akte geen vacaties of kosten vraagt en de akte opgesteld wordt binnen de 6 maanden na het overlijden.